# Chiese di Ragusa
Nella storia di Ragusa sono molte le chiese demolite, scomparse, dismesse e sconsacrate.,
Vari eventi sismici hanno minacciato in epoche differenti il ricchissimo patrimonio storico - artistico - religioso della città:
- Terremoto nel Val di Noto, Anno Domini 1542 o Magnus Terremotus in terra Xiclis distruttivo.
- Terremoto del Val di Noto del 1693 catastrofico in tutto il Val di Noto.

A parte i resti della Primitiva chiesa di San Giorgio, altri ruderi minori e la Chiesa delle Santissime Anime del Purgatorio, il Barocco siciliano fiorito e sviluppatosi in seguito alla ricostruzione derivante dagli effetti distruttivi del catastrofico Terremoto del Val di Noto del 1693 consegna in eredità la Chiesa di San Filippo Neri, la Chiesa di San Giuseppe Artigiano, la Chiesa di Santa Maria dell'Itria, la Chiesa di Santa Maria delle Scale, la Chiesa di San Rocco, la Chiesa di San Vincenzo Ferreri, la Chiesa di Santa Maria dei Miracoli, la Cattedrale di San Giovanni Battista, l'Insigne Collegiata di San Giorgio.
Nel 2002 l'immenso patrimonio con le vestigia pre-terremoto, per l'insigne profilo arabo - normanno, rinascimentale e barocco, costituito da molti monumenti simbolo e luoghi di culto nei centri storici di Ragusa e Ragusa Ibla sono stati dichiarati Patrimonio dell'umanità, i due nuclei della città inseriti nella lista delle Città tardo barocche del Val di Noto e tutto l'insieme posto sotto la tutela dell'UNESCO.
Elenco delle chiese di Ragusa.

## Chiese attuali
Suddivisione in ordine alfabetico:

### Lettera A
| - Chiesa di Sant'Agata - Chiesa di Sant'Agnese - Chiesa dell'Angelo Custode | - Chiesa di Sant'Antonino - Chiesa di Sant'Antonio Abate Contrada Arancelli - Chiesa di Sant'Antonio Abate Contrada Donnafugata |

### Lettera B
| - Chiesa di Santa Barbara - Chiesa di Bellocozzo | - Chiesa di San Bartolomeo |

### Lettera C
| - Chiesa del Beato Clemente | - Chiesa Cristiana Evangelica |

### Lettera F
| - Chiesa della Sacra Famiglia - Chiesa di San Filippo Neri - Chiesa di San Francesco d'Assisi - Chiesa di San Francesco d'Assisi all'Immacolata | - Chiesa di San Francesco di Paola - Chiesa di San Francesco Saverio |

### Lettera I
- Chiesa di Sant'Isidoro Agricola

### Lettera G
- Cattedrale di San Giovanni Battista[4]
- Insigne Collegiata di San Giorgio[5]

| - Chiesa di San Giacomo Apostolo - Chiesa primitiva di San Giorgio o «San Giorgio Vecchio» - Chiesa del Santissimo Ecce Homo - Chiesa del Santissimo Trovato - Chiesa del Preziosissimo Sangue di Nostro Signore Gesù Cristo - Chiesa del Santissimo Salvatore | - Chiesa del Sacro Cuore di Gesù - Chiesa di San Giovanni Maria Vianney - Chiesa di San Giuseppe Artigiano - Chiesa di Gesù Cristo dei Santi degli Ultimi Giorni - Chiesa Ortodossa della Resurrezione di Cristo |

### Lettera L
| - Chiesa di Santa Lucia o Santa Venera - Chiesa di San Luigi Gonzaga | - Chiesa di San Lorenzo |

### Lettera M
| - Chiesa della Beata Maria Vergine di Lourdes - Chiesa della Madonna del Carmine - Chiesa della Madonna delle grazie - Chiesa di Maria Regina - Chiesa di Maria Santissima Addolorata - Chiesa di Maria Santissima Nunziata - Chiesa di Santa Maria Ausiliatrice - Chiesa di Santa Maria Maddalena | - Chiesa di Santa Maria dei Miracoli - Chiesa di Santa Maria del Gesù - Chiesa di Santa Maria dell'Itria o di San Giuliano - Chiesa di Santa Maria delle Scale - Chiesa di Santa Maria dello Spasimo o di Santa Lucia - Chiesa di Santa Maria di Portosalvo - Chiesa di Santa Maria di Valverde - Chiesa di San Michele Arcangelo |

### Lettera P
| - Chiesa delle Santissime Anime del Purgatorio - Chiesa di San Paolo Apostolo - Chiesa di San Pier Giuliano Eymard | - Chiesa di San Pietro Apostolo - Chiesa di San Pio X - Chiesa di Santa Petronilla |

### Lettera R
| - Chiesa di San Rocco | - Chiesa di Santa Rosalia |

### Lettera S
| - Chiesa di San Sebastiano | - Chiesa del Sacro Cuore affidata fino al 2014 ai padri gesuiti |

### Lettera T
| - Chiesa di San Tommaso Apostolo | - Chiesa di Santa Teresa d'Avila |

### Lettera V
| - Chiesa di San Vincenzo Ferreri detta anche di San Domenico o del Rosario | - Chiesa di San Vito |

### Chiese sconsacrate
- Chiesa dei Cappuccini[3]
- Chiesa di Sant'Agnese
- Chiesa di San Bartolomeo
- Chiesa di Santa Barbara
- Chiesa di San Giacomo[3]
- Chiesa di Santa Maria dei Miracoli
- Chiesa di Santa Teresa e Convento di Santa Teresa adibito a
- Chiesa di San Vincenzo Ferreri

### Chiese demolite
- Chiesa di Santa Lucia
- Chiesa di San Sebastiano
- Chiesa di Santa Maria di Valverde ricostruita come chiesa di San Tommaso Apostolo[3]
- Collegio di Maria
- Chiesa dei Cappuccini
- Chiesa di San Vito
- Chiesa di San Leonardo
- Chiesa di San Domenico o chiesa della Madonna del Rosario[3]
- Chiesa di Sant'Antonio di Padova
- Chiesa di San Michele
- Chiesa di Sant'Anna
- Chiesa del Santissimo Rosario o chiesa di San Domenico
- Chiesa di Sant'Agostino resti
- Chiesa di Santa Maria la Nova resti di portale normanno[3]
- Chiesa di San Nicola primitivo luogo di culto ove adesso sorge l'Insigne Collegiata di San Giorgio
- Chiesa di San Giovanni Battista primitivo luogo di culto ove adesso sorge la chiesa di Sant'Agnese
- Chiesa primitiva di San Tommaso Apostolo
- Chiesa di San Teodoro
- Chiesa di San Giorgio d'epoca normanna edificata per volontà di Goffredo di Ragusa
  - Chiesa di San Giorgio in stile chiaramontano sotto il patrocinio della famiglia Chiaramonte
  - Chiesa di San Giorgio
- Chiesa dei Santi Cosma e Damiano menzionata nelle visite pastorali del 1621, 1683, 1694, 1726 fino al 1763 assieme allo Spitale Nuovo o dei Poveri.
- Chiesa di San Giuseppulo o di Santa Mariula documentata all'angolo di via dei Sospiri.

## Case
{Elenco in aggiornamento}

## Compagnie
{Elenco in aggiornamento}

## Collegi
{Elenco in aggiornamento}
- Collegio di Maria Santissima Addolorata
- Collegio di Santa Teresa presso la Chiesa di Santa Teresa e il Convento di Santa Teresa

## Confraternite
{Elenco in aggiornamento}
- Confraternita di San Filippo Neri attestata presso la chiesa di San Filippo Neri
- Confraternita dei Cenacolari
- Confraternita della Buona Morte o della Carità, sodalizio di antica istituzione (1556 sino al 1928, costituito da soli cittadini nobili, precedentemente attestato presso la chiesa dell'Annunziata
- Confraternita di Santa Maria dell'Itria
- Confraternita di Santa Maria Maddalena e San Teodoro
- Confraternita del Santissimo Rosario

## Congregazioni
{Elenco in aggiornamento}

## Conservatori
{Elenco in aggiornamento}
- Conservatorio per donzelle

## Conventi
Elenco conventi: 
{Elenco in aggiornamento}
- Convento francescano presso la Chiesa di Santa Maria del Gesù
- Convento francescano presso la Chiesa di San Francesco d'Assisi all'Immacolata
- Convento di Santa Teresa presso la Chiesa di Santa Teresa
- Convento dei Cappuccini presso la Chiesa dei Cappuccini di Ragusa Superiore[8]
- Convento dei Cappuccini presso la Chiesa dei Cappuccini di Ragusa Ibla[8]
- Convento dei Domenicani[8]
- Convento dei Carmelitani[8]
- Convento dei Conventuali[8]
- Convento dei Riformati[8]
- Convento del Terz'Ordine[8]

### Corporazioni religiose soppresse
Fra parentesi le date di costituzione e di soppressione della corporazione.
Ragusa (1545 - 1868 / 1892)
- Convento del Carmine
- Convento dei Padri Cappuccini
- Convento francescano sotto titolo di «Sant'Antonio di Padova»
- Convento di San Francesco di Assisi
- Convento di Santa Maria del Gesù
- Convento di San Domenico

## Fratellanze
{Elenco in aggiornamento}

## Monasteri
{Elenco in aggiornamento}
- Monastero delle Benedettine sotto il titolo «San Benedetto»[8]
- Monastero delle Benedettine sotto il titolo «San Giuseppe» presso Chiesa di San Giuseppe Artigiano di Ragusa Ibla[8]
- Monastero delle Carmelitane Scalze sotto il titolo «Santa Teresa di Gesù»
- Monastero di San Bartolomeo

### Corporazioni religiose soppresse
Fra parentesi le date di costituzione e di soppressione della corporazione.
Ragusa (1545 - 1868 / 1892)
- Monastero di San Benedetto sotto titolo di «San Giuseppe»
- Monastero di San Maria di Valverde

## Oratori
{Elenco in aggiornamento}

## Ospedali
{Elenco in aggiornamento}
Elenco dei 14 ospedali cittadini:
- Ospedale vecchio presso chiesa di Santa Maria dell'Itria. È del 1391 la prima notizia che si ha del Sovrano Militare Ordine di Malta a Ragusa. Infatti questa chiesa era la suffraganea del priorato dell'ordine Gerosolimitano di Malta, inoltre vi era un ospedale vicino detto il vecchio.
- Opera Pia sotto il titolo dei Santi Cosma e Damiano o Spitale Nuovo o Spitale dei Poveri.

## Ospizi
{Elenco in aggiornamento}

## Sinagoghe
{Elenco in aggiornamento}

## Società
{Elenco in aggiornamento}

## Unioni
{Elenco in aggiornamento}

## Galleria d'immagini

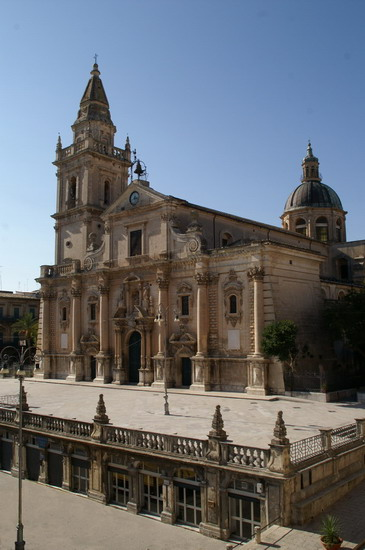
Cattedrale di San Giovanni Battista
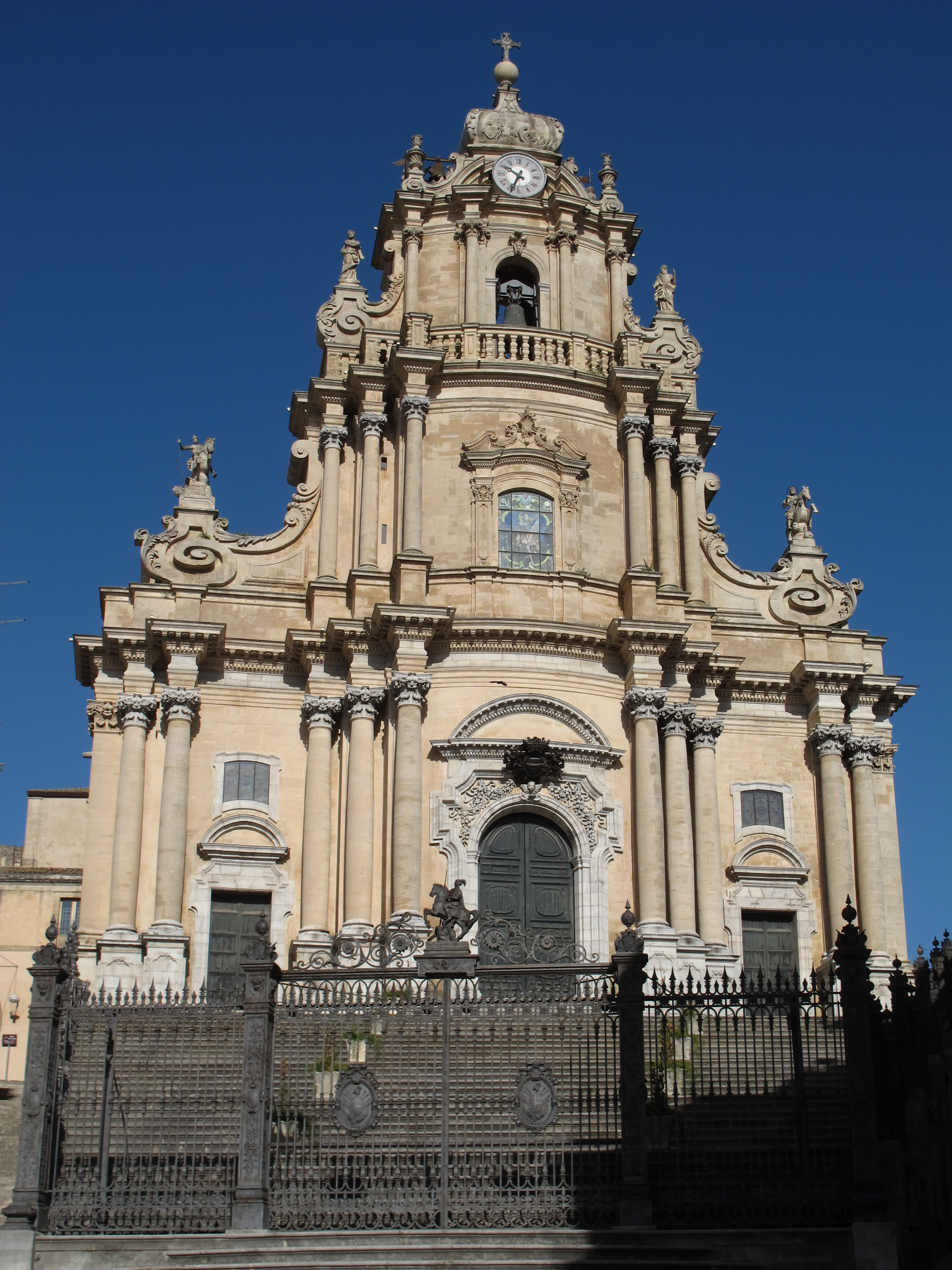
Insigne Collegiata di San Giorgio
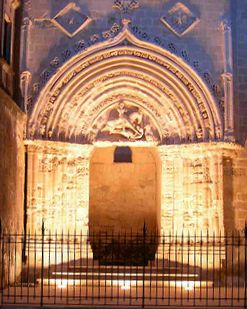
Portale primitivo Duomo di San Giorgio
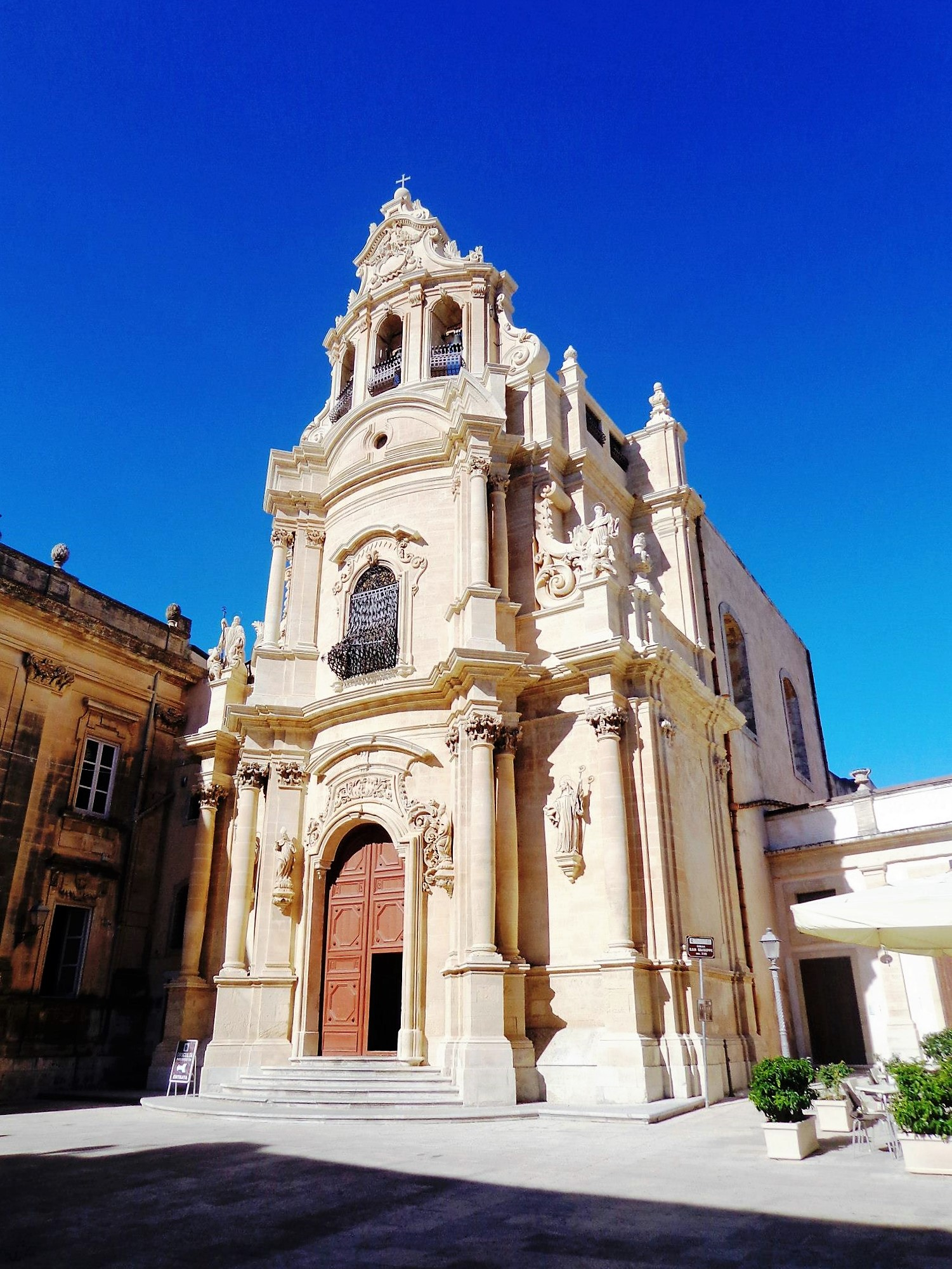
Chiesa di San Giuseppe Artigiano
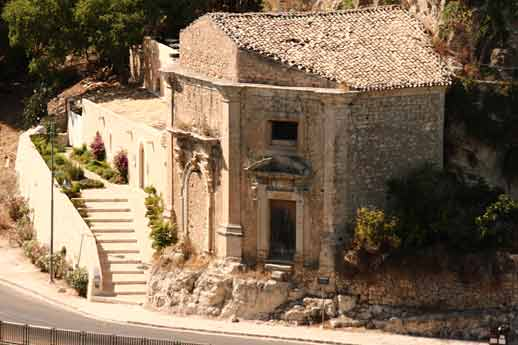
Chiesa di Santa Maria dei Miracoli
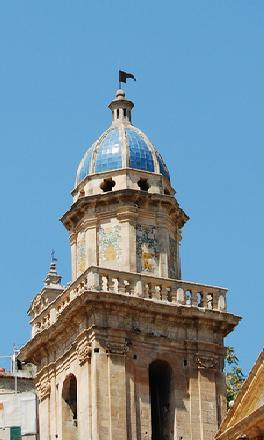
Campanile della Chiesa di Santa Maria dell'Itria
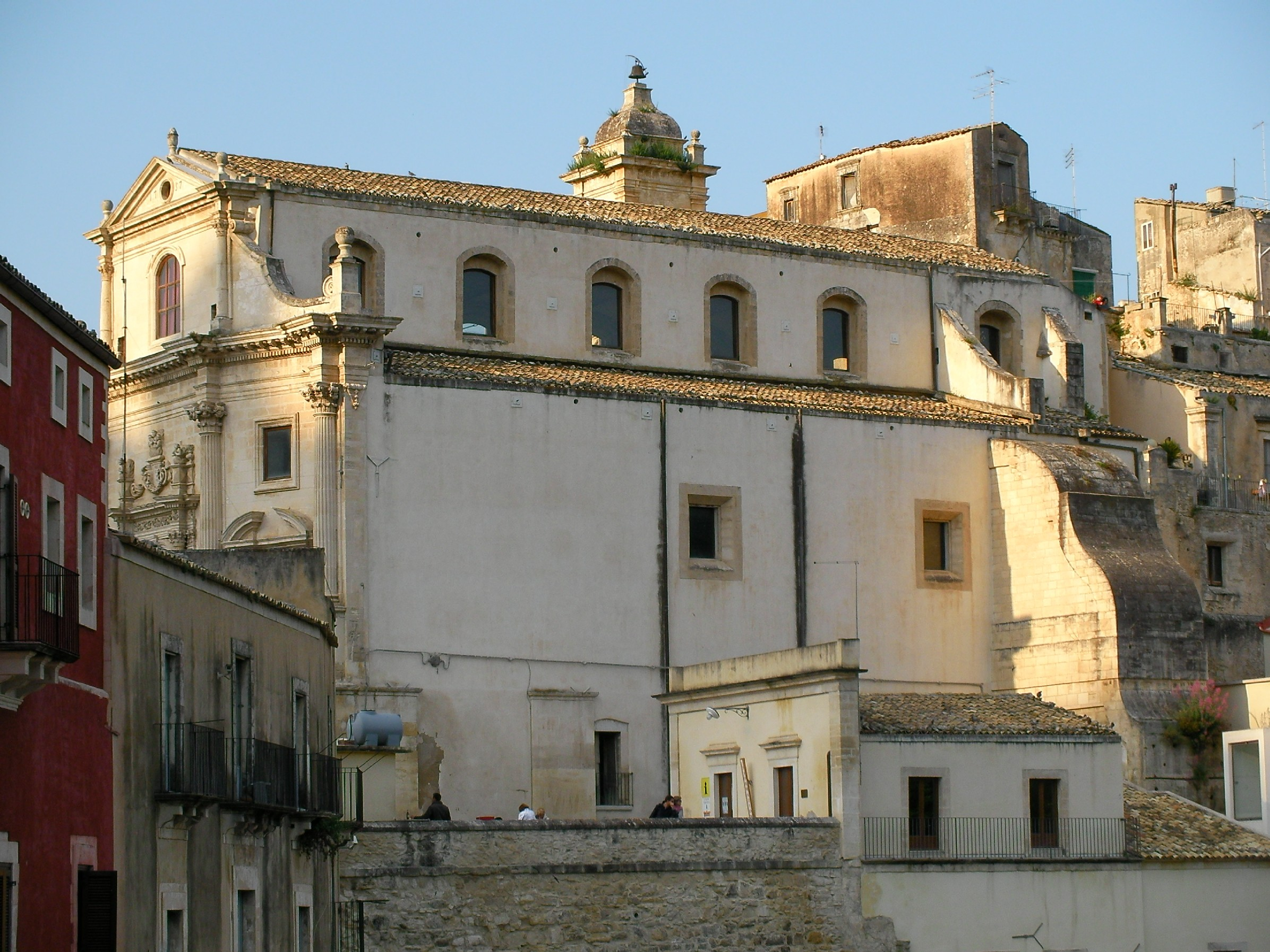
Chiesa delle Anime Santissime del Purgatorio
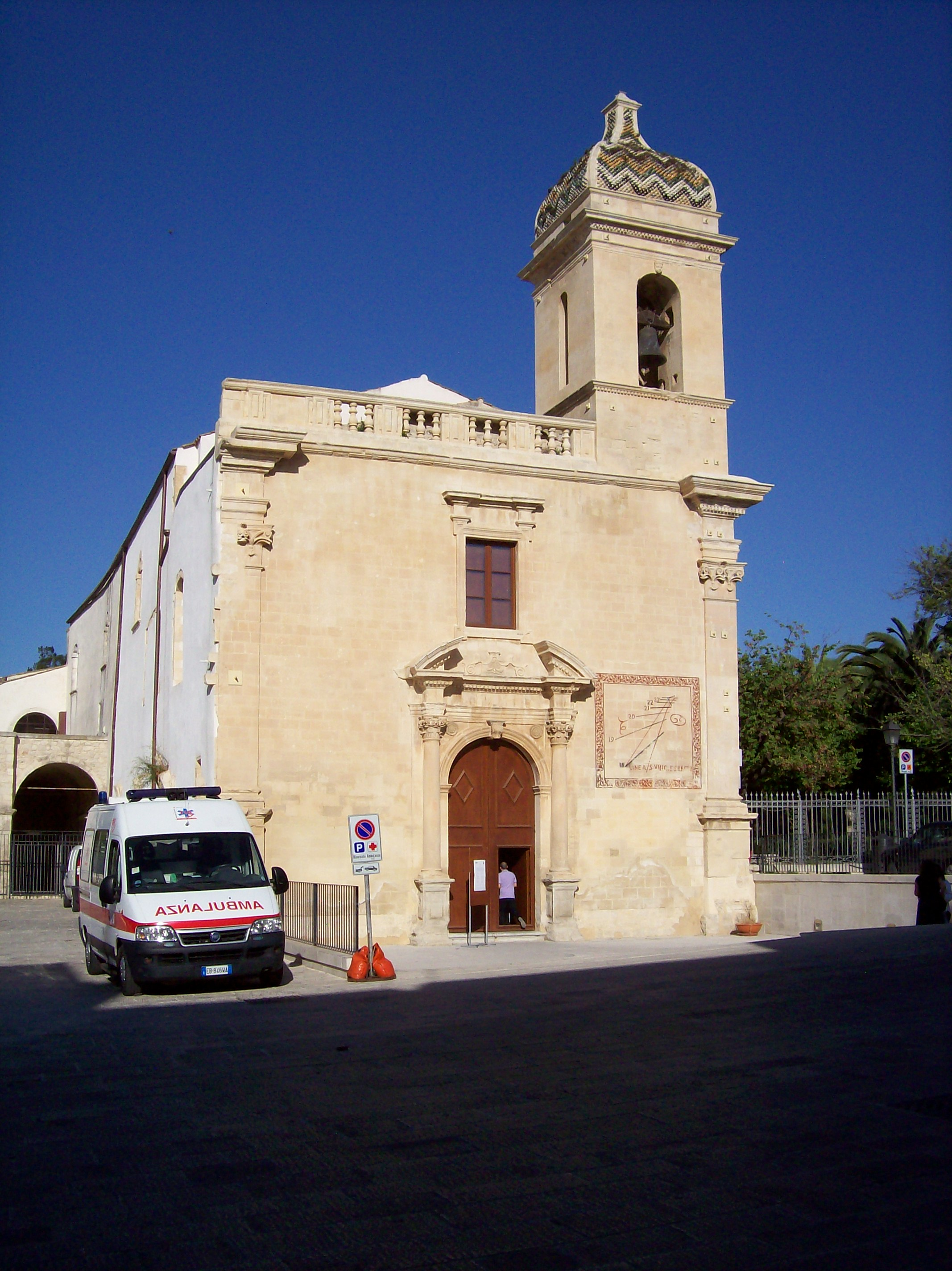
Chiesa di San Vincenzo Ferreri
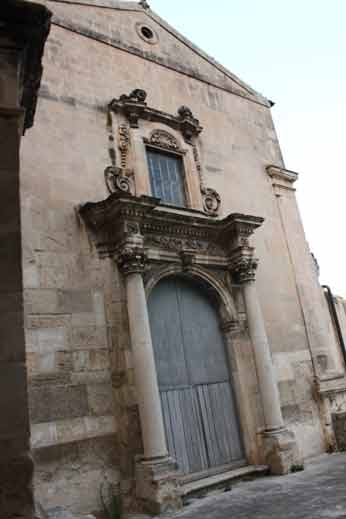
Chiesa di San Filippo Neri
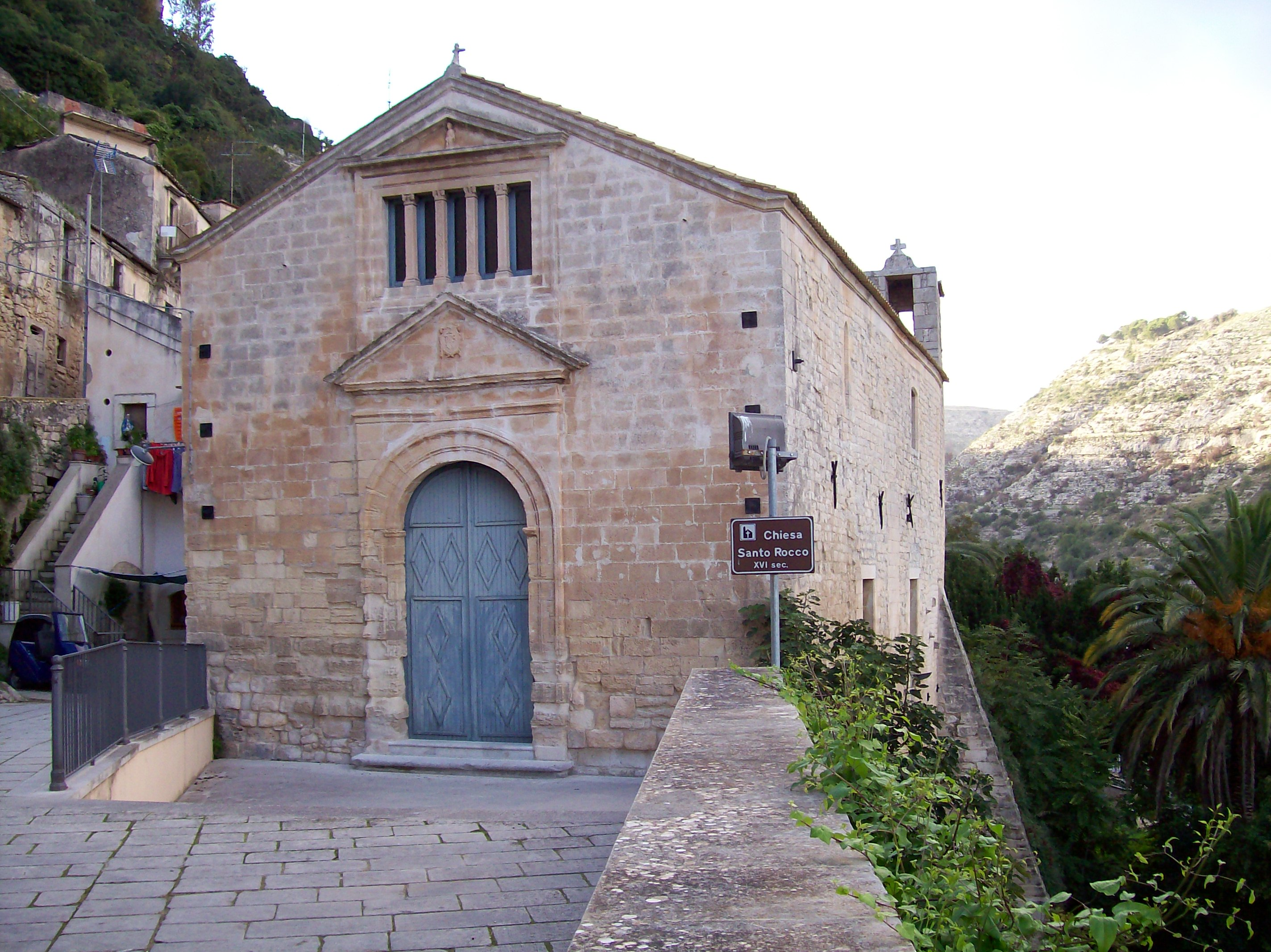
Chiesa di San Rocco
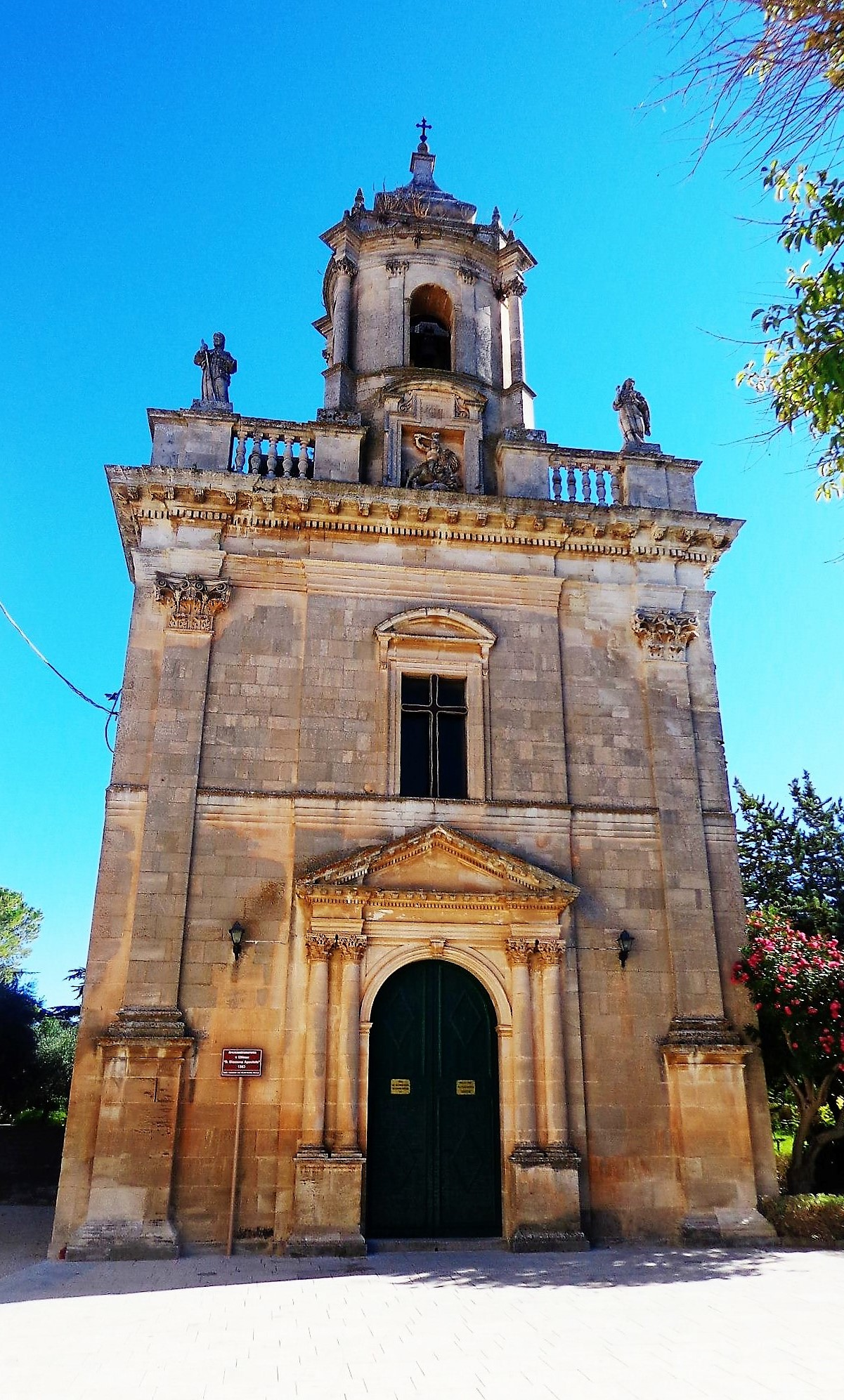
Chiesa di San Giacomo Apostolo